# Kanton Châlus
Der Kanton Châlus ist ein ehemaliger, bis 2015 bestehender französischer Wahlkreis im Arrondissement Limoges, im Département Haute-Vienne und in der Region Limousin; sein Hauptort war Châlus. Vertreter im Generalrat des Départements war ab 1979 Jean-Claude Peyronnet (PS).
Der sechs Gemeinden umfassende Kanton Châlus war 163,15 km² groß und hatte 5379 Einwohner (Stand: 2012).

## Gemeinden
| Gemeinde        | Einwohner Jahr | Fläche km² | Bevölkerungsdichte | Code INSEE | Postleitzahl |
| --------------- | -------------- | ---------- | ------------------ | ---------- | ------------ |
| Bussière-Galant | 1366 (2013)    | 53,86      | 25 Einw./km²       | 87027      | 87230        |
| Les Cars        | 622 (2013)     | 16,72      | 37 Einw./km²       | 87029      | 87230        |
| Châlus          | 1598 (2013)    | 27,98      | 57 Einw./km²       | 87032      | 87230        |
| Flavignac       | 1040 (2013)    | 30,79      | 34 Einw./km²       | 87066      | 87230        |
| Lavignac        | 149 (2013)     | 6,04       | 25 Einw./km²       | 87084      | 87230        |
| Pageas          | 603 (2013)     | 27,76      | 22 Einw./km²       | 87112      | 87230        |